# مرگ و تشییع جنازه هیروهیتو
مرگ و تشییع جنازه هیروهیتو  (امپراتور شووا)، صد و بیست و چهارمین امپراتور ژاپن طبق ترتیب سنتی جانشینی، در ۷ ژانویه ۱۹۸۹ در کاخ فوکیاژ در چیودا-کو، توکیو، در سن ۸۷، پس از مدتی ابتلا به سرطان روده بزرگ درگذشت. پسر بزرگش آکی‌هیتو جانشین او شد.

## بیماری و مرگ
در ۲۲ سپتامبر ۱۹۸۷، هیروهیتو پس از چندین ماه مشکلات گوارشی، تحت عمل جراحی لوزالمعده خود قرار گرفت. پزشکان دریافتند که او سرطان اثنی عشر دارد، اما از افشای این وضعیت به امپراتور خودداری کرده بود، زیرا در آن زمان انجام این کار تابو تلقی می‌شد.< به نظر می‌رسد که او برای چندین ماه پس از جراحی در حال بهبودی کامل بود. اما حدود یک سال بعد، در ۱۹ سپتامبر ۱۹۸۸، او به وضعیت استفراغ خونی افتاد و سلامتی وی طی چند ماه بعد بدتر شد زیرا از خونریزی داخلی مداوم رنج می‌برد.
در ۷ ژانویه ۱۹۸۹، ساعت ۵:۴۰ صبح، اعضای دودمان یاماتو، از جمله ولیعهد آکی‌هیتو و همسرش، امپراتریس می‌چیکو در کاخ امپراتوری توکیو جمع شدند. پس از اینکه پزشک ارشد دربار آکیرا تاکاگی برای حضور در بالین هیروهیتو با عجله وارد شد. او کمتر از یک ساعت بعد در ساعت ۶:۳۳ صبح درگذشت. مرگ رسماً در ساعت ۷:۵۵ صبح توسط مدیر بزرگ دفتر خاندان امپراتوری ژاپن، شوایچی فوجیموری، طی یک کنفرانس مطبوعاتی که در آن او جزئیات سرطان هیروهیتو را برای اولین بار شرح داد، اعلام شد. در آن زمان از امپراتور به عنوان اعضای خانواده همسر، پنج فرزند، ده نوه و یک نتیجه (فرزند نوه، نوهٔ فرزند)، به یادگار ماند.

## جانشینی و عنوان پس از مرگ
مرگ هیروهیتو به دوره شووا پایان داد. پسرش آکی‌هیتو جانشین او شد که در روز الحاقش به سلطنت رسید. دوره هیسه‌ای به‌طور رسمی روز بعد (۸ ژانویه ۱۹۸۹) آغاز شد. مراسم رسمی امپراتور جدید بر تخت نشستن امپراتور ژاپن در توکیو در ۱۲ نوامبر ۱۹۹۰ برگزار شد.
امپراتور متوفی در ابتدا با نام Taikō Tennō (大行天皇?, "امپراتور درگذشته")
 نامیده می‌شد. نام پسامرگ او، شووا تننو (昭和天皇?)
، رسماً در ۱۳ ژانویه مشخص شد و به‌طور رسمی در ۳۱ ژانویه توسط نوبورو تاکه‌شیتا، نخست‌وزیر ژاپن اعلام شد.

## تشییع جنازه دولتی

بعد از مرگ امپراتور، روبان سیاهی به عنوان پرچم ژاپن بالای پرچم ژاپن آویزان شد.

مراسم تشییع جنازه دولتی امپراتور شووا در ۲۴ فوریه ۱۹۸۹ برگزار شد. برخلاف مراسم تدفین سلف وی، اگرچه رسمی به شیوه ای کاملاً مذهبی و سنتی به سبک آیین شینتو انجام نشد. این مراسم تشییع جنازه ای بود که با دقت طراحی شده بود هم به عنوان ادای احترام به امپراتور فقید و هم به عنوان ویترینی برای نمایش جامعه صلح‌آمیز و مرفهی که در ژاپن در طول سلطنت او رشد کرده بود.
برخلاف مراسم تشییع جنازه دولتی امپراتور تایشو که ۶۲ سال قبل از آن برگزار شد، هیچ رژه تشریفاتی از مقاماتی که لباس نظامی پوشیده بودند، برگزار نشد، و تعداد کمتری از آیین‌های شینتو در آن زمان برای تجلیل از امپراتور به عنوان یک خدای نزدیک وجود داشت. هدف از این تغییرات این بود که تشییع جنازه امپراتور شووا اولین مراسم تشییع جنازه امپراتور پس از جنگ قانون اساسی ژاپن باشد. همچنین این اولین تشییع جنازه امپراتوری بود که در نور روز برگزار شد.
تأخیر ۴۸ روزه بین مرگ او و تشییع جنازه دولتی تقریباً مشابه امپراتور قبلی بود و زمان برای برگزاری مراسم متعدد منتهی به تشییع جنازه را فراهم کرد. جسد امپراتور فقید در در سه تابوت؛ برخی از وسایل شخصی مانند کتاب و لوازم التحریر نیز در آنها قرار داده شده بود.

### مراسم در کاخ امپراتوری
این مراسم از ساعت ۷:۳۰ صبح آغاز شد. هنگامی که امپراتور آکیهیتو مراسم خداحافظی خصوصی با پدرش را در کاخ امپراتوری توکیو برگزار کرد.

### مراسم تشییع جنازه در توکیو
در ساعت ۹:۳۵ صبح، یک ماشین نعش‌کش مشکی که جسد امپراتور شووا را حمل می‌کرد، از کاخ امپراتوری به منظور حرکت دادن دو مایلی به سمت باغ پارک شینجوکو گیوئن، جایی که مراسم شینتو و مراسم دولتی برگزار می‌شد، از کاخ خارج شد. وقتی ماشین نعش کش حامل تابوت امپراتور از روی یک پل سنگی عبور کرد و از دروازه‌های کاخ امپراتوری خارج شد، جمعیت تا حد زیادی ساکت بودند. یک گروه برنج آهنگی را که برای تشییع جنازه مادربزرگ امپراتور شووا در اواخر قرن نوزدهم ساخته شده بود، نواخت و گلوله‌های توپ نیز به همراه آن شلیک شد.
ماشین نعش‌کش موتوری را یک موکب متشکل از شصت خودرو همراهی می‌کرد. حدود ۸۰۰٬۰۰۰ تماشاگر و ۳۲٬۰۰۰ پلیس ویژه که برای محافظت در برابر حملات احتمالی تروریستی بسیج شده بودند، مسیر حرکت گروه از توکیو را طی کردند.
مسیر تشییع جنازه از دایت ملی (پارلمان) و ورزشگاه ملی توکیو می‌گذشت، جایی که امپراتور بازی‌های المپیک تابستانی ۱۹۶۴ را افتتاح کرد.

### مراسم در باغ شینجوکو گیوئن
راهپیمایی ۴۰ دقیقه‌ای، همراه با یک گروه برنجی، با ورود به باغ پارک شینجوکو گیوئن پایان یافت، تا سال ۱۹۴۹ که برای استفاده خانواده امپراتوری و اکنون یکی از محبوب‌ترین پارک‌های توکیو بود.
در پارک شینجوکو گیوئن، مراسم تشییع جنازه امپراتور شووا در سوجودن برگزار شد، یک سالن تشییع جنازه ای بود که مخصوصاً ساخته شده بود. برگزار شد.

## عفو
به مناسبت تشییع جنازه، دولت ۳۰۰۰۰ نفر را که به دلیل جرایم جزئی محکوم شده بودند عفو کرد. این عفو همچنین به ۱۱ میلیون نفر دیگر اجازه داد تا حقوق مدنی مانند حق رای و نامزدی برای مناصب دولتی را که به عنوان مجازاتی برای جرایم از دست داده بودند، دوباره به دست بیاورند.

### بین‌المللی
بسیاری از رهبران جهان تسلیت خود را اعلام کردند و برخی از کشورها نیز عزاداری اعلام کردند. در فرانسه، یک کنفرانس بین‌المللی در مورد سلاح‌های شیمیایی با دقیقه سکوت به نشانه احترام برگزار شد. مجمع عمومی سازمان ملل متحد همچنین طبق معمول در پی درگذشت رهبران کشورها، یک دقیقه سکوت کرد.
اگرچه رئیس‌جمهور روه تای-وو کره جنوبی بیانیه ای در ابراز تسلیت صادر کرد، یک مقام دولتی افزود: "با توجه به گذشته ناخوشایند و کنونی روابط کره-ژاپن ما از ابراز نظر بیشتری خودداری می‌کنیم). بسیاری از مردم کره جنوبی از دولت ژاپن خواستند تا برای استعمار ژاپن بر کره عذرخواهی رسمی کند. در تایوان، یونایتد دیلی نیوز نوشت: «این یک طنز بود که در حالی که هیروهیتو از ایالات متحده و اروپا به خاطر ژاپن در جنگ جهانی دوم عذرخواهی کرد، او حتی یک کلمه هم برای نشان دادن پشیمانی خود نسبت به حمله با چین سخنی ابراز نکرد.»
بسیاری دفن امپراتور، آخرین رهبر اصلی باقی مانده در طول جنگ جهانی دوم را به عنوان آخرین گسست ملت از گذشته نظامی که بخش زیادی از آسیا را در دهه ۱۹۳۰ وارد جنگ کرد، می‌دانستند. بسیاری از متفقین جنگ جهانی دوم کهنه سربازان جنگ جهانی دوم، امپراتور شووا را جنایت جنگی می‌دانستند و از کشورهای خود می‌خواستند مراسم تشییع جنازه را تحریم کنند. با این وجود، از ۱۶۶ کشور خارجی دعوت شده به نمایندگان خود را بفرستید، همه آنها به جز سه مورد این دعوت را پذیرفتند.